# بازارك
بازارك هي مدينة أفغانية تقع في شمال شرق أفغانستان وهي عاصمة ولاية بنجشير.